# کیت دروز

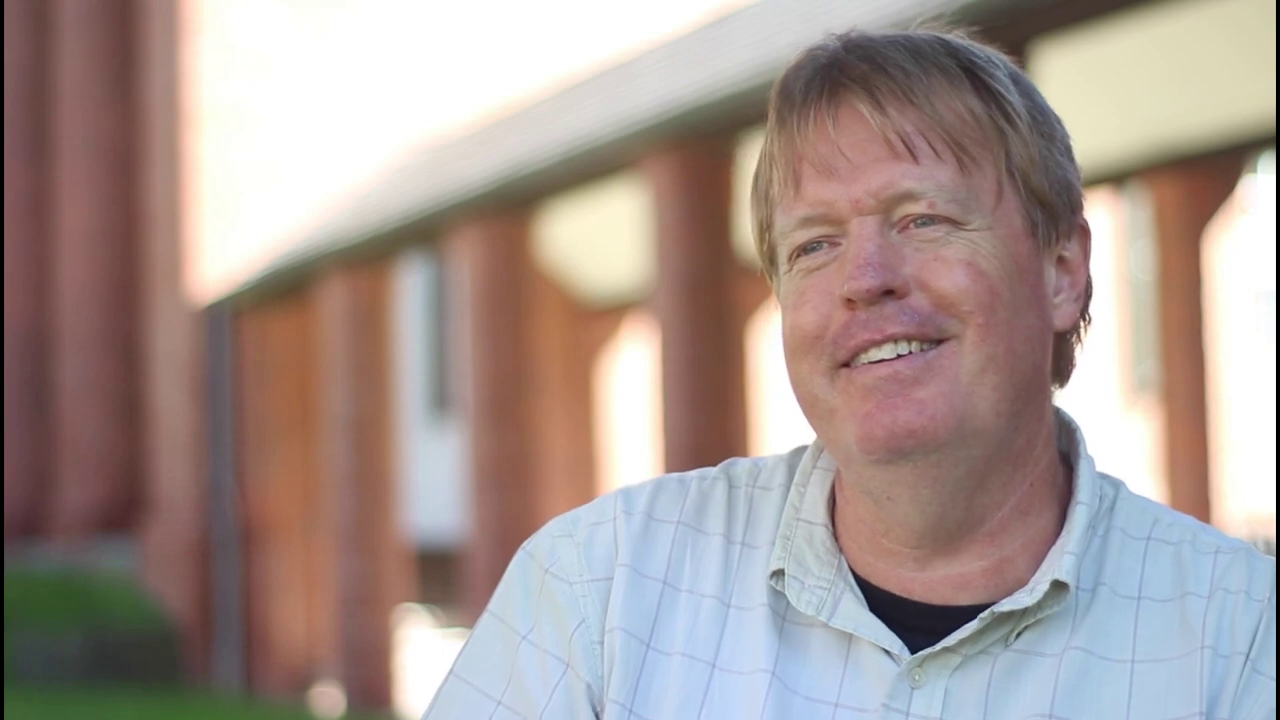
کیت دروز

کیت دروز (به انگلیسی: Keith DeRose؛ زاده ۷ دسامبر ۱۹۵۴) یک فیلسوف آمریکایی است، که در دانشگاه ییل در نیوهیون، کنکتیکت تدریس می‌کند، و در حال حاضر استاد فلسفه بنیاد آلیسون است. او قبلاً در دانشگاه نیویورک و دانشگاه رایس تدریس می‌کرد. علایق دروز شامل معرفت‌شناسی، فلسفه زبان، فلسفه دین و تاریخ فلسفه است. او بیش‌تر به خاطر کارش در زمینه زمینه‌گرایی در معرفت‌شناسی، و برای پاسخش به مشکل سنتی شک‌گرایی، شناخته شده‌است.

## تحصیلات
دروز در سال ۱۹۸۴، با مدرک کارشناسی فلسفه از کالج کالوین فارغ‌التحصیل شد. سپس دردانشگاه کالیفرنیا در لس‌آنجلس تحصیل کرد، و در سال ۱۹۸۶ مدرک کارشناسی‌ارشد، و در سال ۱۹۹۰ دکترا گرفت. پایان‌نامه او با نام «دانش، امکان معرفتی و شک و تردید» تحت‌نظر راجرز آلبریتون بود. دروز در دانشگاه کالیفرنیا برنده جایزه رابرت ام یوست برای پیشرفت در تدریس شد (۱۹۸۸)، و در سال ۱۹۹۰ جایزه گریفین را دریافت کرد، و در سال ۱۹۸۹، و بار دیگر در سال ۱۹۹۰، جایزه مقاله کارنپ را دریافت کرد.

## آثار برگزیده
- «موردی برای زمینه‌گرایی. دانش، شک و زمینه»، انتشارات دانشگاه آکسفورد، ۲۰۰۹.
- «فصل‌نامه فلسفی»، ۲۰۰۵، «اساس زبان معمولی برای زمینه‌گرایی و تغییرناپذیری جدید».
- «رئالیسم تضمینی مستقیم» در ای. دال و ای چیگنل، ویرایش، خدا و اخلاق اعتقادی: مقالات جدید در فلسفه دین (انتشارات دانشگاه کمبریج، ۲۰۰۵).
- «معناشناسی تابلوی امتیاز واحد»، مطالعات فلسفی، ۲۰۰۴.
- «ادعا، دانش و زمینه»، نقد فلسفی، ۲۰۰۲؛ Philosopher's Annual، جلد. ۲۶.
- «حل مسئله شک»، نقد فلسفی، ۱۹۹۵؛ Philosopher's Annual، جلد. ۱۸.
- «زمینه‌گرایی و اسناد دانش»، پژوهش‌های فلسفه و پدیدارشناسی، ۱۳۷۱
- «امکانات معرفتی»، نقد فلسفی، ۱۹۹۱.
- «ضداحساس‌گرایی رید و واقع‌گرایی او»، نقد فلسفی، ۱۹۸۹.